# 商品取引員
商品取引員（しょうひんとりひきいん, 英語: Commodity broker）とは、日本において商品先物取引の受託業務を営む企業である。
有価証券の取引における証券会社に相当する。

## 概略
日本の商品取引員（＝商品先物取引会社）は、「商品先物取引法」に従い、厳しい条件をクリアして、経済産業省、農林水産省から許可を受けた事業者である。しかし、日本の商品先物取引の業界は、ごく一部の良心的な商品取引員を除き、強引な勧誘を巡る苦情やトラブルが多く、社会問題となっていた。2004年4月に成立した改正商品取引所法では、資産保全制度の拡充、商品取引員が投資家を勧誘する場合のルール強化、投資家の保護、商品取引員（＝商品先物取引会社）の財務基準の見直しなどが盛り込まれた。また、近年は人気の低迷する商品先物取引の業界から個人投資家に人気のある外国為替証拠金取引（FX取引）の業界に参入する商品先物取引会社も出てきた。
商品取引員（＝商品先物取引会社）の利潤の大部分は、顧客からの委託手数料で賄われているが、2004年に委託手数料が自由化された。
2005年4月に個人情報保護法が施行され、同年5月に商品取引所法が改正されてからは、一般の顧客に対する勧誘規制が強化され、その影響で会社の収益が大幅に落ち込んだ商品取引員（＝商品先物取引会社）が多くなった。また主務省(経済産業省･農林水産省)による検査基準が徹底的に強化され、その結果、廃業や業務停止に追い込まれる商品取引員が同年から相次いだ。
2009年7月、商品先物取引における「不招請勧誘の規制」について、与野党一致のもと商品先物取引法を改正し、禁止規定が導入された（その後、2011年1月、新しい商品先物取引法が施行された）。
この「不招請勧誘」（ふしょうせいかんゆう）とは、商品先物取引に興味のない人、先物取引の契約を求めていない人、先物取引の勧誘を要請をしていない人、などに対し、商品先物取引会社の営業員が一方的に相手の自宅に訪問したり、相手に電話をかけて、先物取引の営業と勧誘をする行為のことである。これは、昭和、平成の時代において日本で社会問題になったことであり、一般の消費者の間で商品先物取引業界のイメージ悪化につながった。その結果、現在の日本では、法令及び自主規制規則において、一定の店頭デリバティブ取引について、この不招請勧誘を禁止している。
しかし、その後、その規制を緩和しようとする動きが商品先物取引を監督する中央官庁から始まった。
2014年(平成26年)4月5日、経済産業省と農林水産省はある意見募集を行った。それは商品先物取引の不招請勧誘（顧客の要請を受けない電話・訪問勧誘）禁止規定を大幅緩和する商品先物取引法施行規則改正案（第102条の2第2号）についてである。この知らせに、全国各地の弁護士会から，断固反対であるとの意見表明が相次いだ。
2015年1月23日，経済産業省と農林水産省は，商品先物取引法施行規則の一部を改正する省令(以下「本省令」)を新しく定めた。本省令は，当初の公表案を若干修正し，同規則第102条の2を改正して，「一般の顧客が65歳未満である、一定の年収もしくは資産を有している，商品先物取引について顧客の理解度を確認する、」等の条件・適合性の要件を満たした場合、「不招請勧誘禁止の例外」として盛り込んだ。
商品先物取引の営業においては登録外務員の制度が採られている。

## 新しい勧誘ルールについて
国民生活センターは商品先物取引の新しい勧誘ルールを一般の消費者に向けて公開した。
（1）不招請勧誘が認められる条件
　商品先物取引の新しい勧誘ルールでは、消費者が現在ハイリスク取引（FX取引、有価証券の信用取引等）を行っている場合の他、次の１～３の条件を全て満たす場合にも、一定の手続きやルールの下で、事業者が不招請勧誘を行うことができるようになった。
【一定の条件】
１，65歳未満であること
２，年金等生活者でないこと（年金等の収入の額がその他の収入の額を超えないこと）
３，以下のア、イのいずれかの条件を満たしていること
　ア、年収が800万円以上である
　イ、金融資産を2,000万円以上有している
（2）契約前の措置
　不招請勧誘が認められる条件を満たした場合であっても、商品先物取引のリスク（損失額が証拠金の額を上回るおそれがあること等）を消費者が理解していることを、契約前にテスト方式により確認することが事業者に義務づけられた。
（3）契約後の措置
　契約後についても、次のような措置が規定された。
1. 契約を締結した日から14日間は顧客は商品先物取引を行うことはできない。
2. 年収および金融資産の合計額の3分の1を上限とした額を投資上限額として設定しなければならない。また、上限額に達する証拠金の預託が必要となった場合には、事業者は顧客の商品先物取引を強制的に終了しなければならない。
3. 先物取引の経験がある消費者以外は、90日間、投資できる上限額の3分の1までしか商品先物取引ができない。
4. 消費者に追加損失発生の可能性を、事業者は事前に顧客に注意喚起しなければならない。

## 商品取引員の一覧
2021年5月1日現在、日本商品先物取引協会に加入している会員は、取り扱う商品により、国内商品市場取引、外国商品市場取引、店頭商品デリバティブ取引に分かれている。このうち、国内商品市場取引を扱う取引員は以下の通りである。
- アステム - 大阪府大阪市中央区大手前1-7-31
- AIゴールド証券 - 東京都中央区日本橋久松町12-8
- SBIプライム証券 - 東京都港区六本木3-1-1

- 岡地 - 愛知県名古屋市中区栄3-7-29
- 岡安商事 - 大阪府大阪市中央区北浜2-3-8
- クリエイトジャパン - 東京都中央区銀座3-14-13
- クレディ・スイス証券 - 東京都港区六本木1-6-1
- コムテックス - 大阪府大阪市西区阿波座1-10-14
- さくらインベスト - 大阪府大阪市北区梅田2-5-6
- サンワード貿易 - 北海道札幌市中央区大通西8-2-6
- 大起証券 - 愛知県名古屋市中区錦2-2-13
- 日産証券 - 東京都中央区日本橋兜町7-61
- フィリップ証券 - 東京都中央区日本橋兜町4-2
- フジトミ - 東京都新宿区大久保1-3-17
- 北辰物産 - 東京都中央区日本橋茅場町1-9-2
- 豊トラスティ証券 - 東京都中央区日本橋蛎殻町1-16-12

## 商品取引員数の推移
商品取引員の数は年々減少している。特に2005年5月に「商品取引所法」が改正されてからの減少が著しい。
| 年月        | 取引員数(社) | 前年同月比 |
| ----------- | ------------ | ---------- |
| 1999年3月末 | 112          |            |
| 2000年3月末 | 110          | -2         |
| 2001年3月末 | 106          | -4         |
| 2002年3月末 | 105          | -1         |
| 2003年3月末 | 100          | -5         |
| 2004年3月末 | 97           | -3         |
| 2005年3月末 | 96           | -1         |
| 2006年3月末 | 86           | -10        |
| 2007年3月末 | 79           | -7         |
| 2008年3月末 | 70           | -9         |
| 2009年3月末 | 49           | -21        |
| 2010年3月末 | 37           | -12        |
| 2011年3月末 | 33           | -4         |
| 2012年3月末 | 33           | 0          |
| 2013年3月末 | 32           | -1         |
| 2014年3月末 | 32           | 0          |
| 2015年3月末 | 31           | -1         |
| 2016年3月末 | 29           | -2         |
| 2017年3月末 | 28           | -1         |
| 2018年3月末 | 27           | -1         |
| 2019年3月末 | 27           | 0          |
| 2020年3月末 | 25           | -2         |

2009年3月末は、2008年秋に勃発したリーマンショックの影響もあり前年比21社減少した。

## 現在の日本の商品先物業界
商品先物取引の業界で企業が利益を得るのは大変に厳しくなっている。過去の日本において消費者の意向を無視した商品取引員（＝商品先物取引会社）による強引な勧誘やしつこい営業などは社会問題となり、「商品先物取引＝悪」というイメージが消費者の間に広まった。その後、業界による自主規制や国の法律によって、商品取引員（＝商品先物取引会社）による強引な営業や勧誘は減少したが、それでも、消費者からの信頼回復は程遠く、日本の商品先物取引業界の苦境は現在も続いている。また、最近では、金、原油、大豆、コーンなどのコモデティーを対象にした「CFD取引」のサービスも誕生している。従来みたいに商品先物取引会社を利用しなくても、CFD取引のサービスを扱う証券会社、FX会社を利用すれば、個人投資家は、平日の24時間、商品先物取引よりも安い証拠金でいつでも簡単にCFDの取引ができ、商品相場で利益を得ることが可能になっている。そういった異業種から参入した企業は、商品先物取引会社にとって新たな競争相手である。また、商品先物取引会社は「自己資本規制比率」をいつも守らなくてはいけない。自己資本規制比率とは、金融会社の財務の健全性を表す指標であり、金融商品取引法では、自己資本規制比率が「120％以上」と義務づけている。それを下回った場合、金融庁はその金融会社に対して監督命令を出することができる。商品先物取引会社もこの規制の対象であり、商品先物取引会社は毎月の自社の自己資本規制比率を計算し、その数値を国・監督官庁に毎月、提出しなくてはいけない。もし、その月の自己資本規制比率が「120％」を下回ったら、国や取引所から厳しい行政処分を受けることになる。
商品先物取引業から撤退、自主廃業した商品取引員（商品先物会社、証券会社）の一覧
2022年（令和4年）
- 今村証券 - 商品先物取引業の廃止 - 2022年1月

2021年（令和3年）
- 第一商品 - 商品先物取引業の廃止 - 2021年4月30日
- KOYO証券 - 商品先物取引業の廃止 - 2021年3月31日
- フジフューチャーズ - 日産証券に事業譲渡により会社消滅 - 2021年3月22日

2020年（令和2年）
- ローズ・コモディティ - 商品先物取引業の廃止 - 2020年3月30日
- OKプレミア証券 - 商品先物取引業の廃止 - 2020年8月31日
- JPアセット証券 - 商品先物取引業の廃止 - 2020年9月17日
- SBIフューチャーズ - SBIプライム証券と合併したため - 2020年11月30日

2019年（平成31年、令和元年）
- セントラル商事 - 商品先物取引業の廃止 - 2019年4月19日
- 東郷証券 - 商品先物取引業の廃止 - 2019年9月30日
- カーギルジャパン - 商品先物取引業の廃止 - 2019年11月15日

2018年（平成30年）
- アルフィックス - 商品先物取引業の廃止 - 2018年5月31日

2017年（平成29年）
- カネツ商事 - カネツFX証券に対し商品先物取引業の全部を承継させる分割をしたため - 2016年10月1日
- EVOLUTION JAPAN - 豊商事に対し商品先物取引業の全部を譲渡したため - 2016年11月6日

2016年（平成28年）
- 日本ユニコム - 日産センチュリー証券に対し商品先物取引業の全部を承継させる分割をしたため - 2015年2月8日
- 新日本商品 - クリエイトジャパンとの合併により解散 - 2015年4月1日
- IS証券 - 商品先物取引業の廃止 - 2015年6月18日
- J Pモルガン証券 - 商品先物取引業の廃止 - 2015年10月31日

2015年（平成27年）
- 松井証券 - 商品先物取引業の廃止 - 2014年3月31日
- FXCM ジャパン証券 - 商品先物取引業の廃止 - 2014年5月11日
- 共和トラスト - 商品先物取引業の廃止 - 2014年9月30日

2014年（平成26年）
- ひまわり証券 - 商品先物取引業の廃止 - 2013年1月31日
- アヴァトレード・ジャパン - 商品先物取引業の廃止 - 2013年2月28日
- SBI証券 - 商品先物取引業の廃止 - 2013年3月24日
- フォレックス・ドットコムジャパン - 商品先物取引業の廃止 - 2013年3月31日
- UHG - 商品先物取引業の廃止 - 2013年9月30日

2013年（平成25年）
- カカクコム・フィナンシャル - サクソバンクＦＸ証券に対し商品先物取引業の全部を承継させる分割をしたため - 2012年1月21日
- グローバル･フューチャーズ･アンド･フォレックス･リミテッド - 商品先物取引業の廃止 - 2012年3月17日
- PLANEX TRADE. COM - 商品先物取引業の廃止 - 2012年5月31日
- インヴァスト証券 - 商品先物取引業の廃止 - 2012年9月30日

2012年（平成24年）
- MF Global FXA証券 - 商品先物取引業の廃止 - 2011年4月5日
- エイチ・エス・フューチャーズ - 商品先物取引業の廃止 - 2011年9月11日
- 東京海上フィナンシャルソリューションズ証券会社 - 商品先物取引業の廃止 - 2011年9月30日
- CMC Markets Japan - 商品先物取引業の廃止 - 2011年11月30日

2011年（平成23年）
- 丸梅 - 商品取引受託業務の廃止 - 2011年3月31日

2010年（平成22年）
- スター為替証券 - 商品取引受託業務の廃止 - 2010年3月5日
- インヴァスト証券 - ドットコモディティに商品取引受託業務を承継 - 2010年3月27日
- 小林洋行 - 商品取引受託業務の廃止 - 2010年3月30日
- オムニコ - 商品取引受託業務の廃止 - 2010年5月20日
- アサヒトラスト - 岡安商事に商品取引受託業務を承継 - 2010年8月2日
- オリオン交易 - 岡安商事に商品取引受託業務を承継 - 2010年8月23日
- 三菱商事フューチャーズ - ドットコモディティに商品取引受託業務を承継 - 2010年10月30日
- 中部第一 - 商品取引受託業務の廃止 - 2010年12月27日
- GINGA PETROLEUM (SINGAPORE) PTE LTD 東京支店 - 法改正に伴い業態を変えるため - 2010年12月31日

2009年（平成21年）
- 東京コムウェル - 商品取引受託業務の廃止 - 2009年1月30日
- サントレード - 商品取引受託業務の廃止 - 2009年1月31日
- 日進貿易 - 商品取引受託業務の廃止 - 2009年1月31日
- 岡安商事 - ハーベスト・フューチャーズに商品取引受託業務を承継 - 2009年3月2日
- 三貴商事 - 商品取引受託業務の廃止 - 2009年3月31日
- サン・キャピタル・マネジメント - 商品取引受託業務の廃止 - 2009年3月31日
- エイチ・エス証券 - 商品取引受託業務の廃止 - 2009年5月25日
- 丸市商店 - 商品取引受託業務の廃止 - 2009年5月28日
- SBIフューチャーズ - 商品取引受託業務の廃止 - 2009年7月31日
- アイディーオー証券 - 日本ユニコムに商品取引受託業務を承継 - 2009年8月3日
- パブリックフューチャーズ - 商品取引受託業務の廃止 - 2009年8月27日
- 東陽レックス - 商品取引受託業務の廃止 - 2009年10月31日
- 日本交易 - 商品取引受託業務の廃止 - 2009年11月9日
- 米常商事 - 商品取引受託業務の廃止 - 2009年11月12日
- タイコム証券 - 破産手続開始の決定 - 2009年12月25日
- 協栄物産 - 商品取引受託業務の廃止 - 2009年12月28日

2008年（平成20年）
- アストマックス・フューチャーズ - 商品取引受託業務の廃止 - 2008年1月11日
- 岡安証券 - 商品取引受託業務の廃止 - 2008年1月26日
- USSひまわり - 商品取引受託業務の廃止 - 2008年2月12日
- 日本ファースト証券 - 破産手続開始の決定 - 2008年3月21日
- さくらフィナンシャルサービシズ - 商品取引受託業務の廃止 - 2008年3月31日
- ユニテックス - 商品取引受託業務の廃止 - 2008年4月21日
- アスカフューチャーズ - 商品取引受託業務の廃止 - 2008年5月7日
- 新東京シティ証券 - 商品取引受託業務の廃止 - 2008年5月9日
- かざかコモディティ - 商品取引受託業務の廃止 - 2008年5月26日
- 朝日ユニバーサル貿易 - 破産手続開始の決定 - 2008年6月13日
- 三忠 - 商品取引受託業務の廃止 - 2008年6月30日
- あおばフィナンシャルパートナーズ - 商品取引受託業務の廃止 - 2008年7月28日
- アルファコモ - 商品取引受託業務の廃止 - 2008年8月29日
- マネックス証券 - 商品取引受託業務の廃止 - 2008年8月29日
- オクトキュービック - 岡藤商事に商品取引受託業務を譲渡 - 2008年9月29日
- 関東砂糖 - 商品取引受託業務の廃止 - 2008年10月31日
- ばんせい証券 - 商品取引受託業務の廃止 - 2008年10月31日
- 明治物産 - 商品取引受託業務の廃止 - 2008年10月31日
- ジャイコム - 商品取引受託業務の廃止 - 2008年11月28日
- ユナイテッドワールド証券 - ドットコモディティに商品取引受託業務を譲渡 - 2008年11月29日
- 大平洋物産 - 商品取引受託業務の廃止 - 2008年12月5日
- 三幸食品 - 商品取引受託業務の廃止 - 2008年12月19日

2007年（平成19年）
- アイメックス - 破産手続開始の決定 - 2007年3月30日
- 北辰商品 - 北辰物産に商品取引受託業務を譲渡 - 2007年4月16日
- トリフォ - 破産手続開始の決定 - 2007年9月7日
- ひまわりCX - ドットコモディティに商品取引受託業務を承継 - 2007年10月1日
- 日産センチュリー証券 - アイディーオー証券に商品取引受託業務を承継 - 2007年12月1日
- 日本アクロス - 解散したため - 2007年12月17日
- ソシエテジェネラル証券 - 商品取引受託業務の廃止 - 2007年12月28日

2006年（平成18年）
- 日本農産物 - 商品取引受託業務の廃止 - 2006年1月31日
- 石橋生絲 - 商品取引受託業務の廃止 - 2006年3月31日
- コーワフューチャーズ - 商品取引受託業務の廃止 - 2006年4月28日
- MMGアローズ - 破産手続開始の決定 - 2006年5月1日
- フェニックス証券 - 商品取引受託業務の廃止 - 2006年5月25日
- パンタ・レイ証券 - 商品取引受託業務の廃止 - 2006年8月11日
- メビウストレード - 商品取引受託業務の廃止 - 2006年11月6日
- 山前商事 - 商品取引受託業務の廃止 - 2006年12月31日

2005年（平成17年）
- 双日 - 商品取引受託業務の廃止 - 2005年1月28日
- 筒井商店 - 商品取引受託業務の廃止 - 2005年3月31日
- 三喜商会 - 商品取引受託業務の廃止 - 2005年4月30日
- 丸村 - 会員資格を喪失 - 2005年6月3日
- 新日本貴志 - 会員資格を喪失 - 2005年6月10日
- グローバリー - 商品取引受託業務の廃止 - 2005年9月30日
- アスコップ - 会員資格を喪失 - 2005年11月14日
- 西友商事 - 商品取引受託業務の廃止 - 2005年11月30日
- イトレン - 商品取引受託業務の廃止 - 2005年12月26日

2004年（平成16年）
- 東京ゼネラル - 会員資格を喪失 - 2004年1月13日
- パールエース - 商品取引受託業務の廃止 - 2004年3月30日
- 三富商店 - 商品取引受託業務の廃止 - 2004年5月31日
- 櫛田 - 商品取引受託業務の廃止 - 2004年7月31日
- 松村 - 商品取引受託業務の廃止 - 2004年9月30日

2003年（平成15年）
- 共和証券 - 商品取引受託業務の廃止 - 2003年3月31日
- 東京中央食糧 - 商品取引受託業務の廃止 - 2003年5月30日
- 中村物産 - 商品取引受託業務の廃止 - 2003年10月6日
- ナカトラ - 商品取引受託業務の廃止 - 2003年12月24日

2002年（平成14年）
- 三晶実業 - 商品取引受託業務の廃止 - 2002年2月28日
- 萬成プライムキャピタルフューチャーズ - 商品取引受託業務の廃止 - 2002年2月28日
- 大西商事 - 商品取引受託業務の廃止 - 2002年3月31日
- 土井商事 - 商品取引受託業務の廃止 - 2002年5月31日
- 日本生糸販売農業協同組合連合会 - 商品取引受託業務の廃止 - 2002年6月14日
- アイコム - 破産宣告を受けたため - 2002年12月5日
- 杉山商事 - 商品取引受託業務の廃止 - 2002年12月10日

2001年（平成13年）
- 大和物産 - 商品取引受託業務の廃止 - 2001年3月27日
- 大和産業 - 商品取引受託業務の廃止 - 2001年3月31日
- 上毛 - 商品取引受託業務の廃止 - 2001年5月31日
- 丸紅 - 商品取引受託業務の廃止 - 2001年9月28日

2000年（平成12年）
- 大阪大石商事 - 商品取引受託業務の廃止 - 2000年7月31日
- 五味産業 - 商品取引受託業務の廃止 - 2000年8月29日

1999年（平成11年）
- 兵庫米穀 - 商品取引受託業務の廃止 - 1999年6月30日
- 兼松 - 商品取引受託業務の廃止 - 1999年9月30日
- トーメン - 商品取引受託業務の廃止 - 1999年9月30日
- 蚕糸周旋 - 商品取引受託業務の廃止 - 1999年12月28日

ちなみに廃業した会社の元社員や、退職した社員が会社を興し「海外先物取引」の業者として活動することがある。海外先物取引には国による許可登録制が無く、事実上自由に業務が行える。国内先物取引で違法業者が処罰を受け、海外先物の世界に転がり込んでくるということがよくある。それ故海外先物の世界が、違法業者の巣窟であり隠れ蓑にもなりうる危険性をはらんでいることは否めない事実である。経済産業省も注意を呼びかけており、海外先物に関する法令もあるものの、どれだけ実効的な管理が出来ているかは不透明である。
これらの問題に関して、違法行為をおこなった取引員の規制や商品取引員の管轄体制などについて、2003年に日本弁護士連合会や被害者団体、有識者が連名でパブリックコメントを寄せている。
2006年現在では、「ロコ・ロンドン金取引」という新手の取引の勧誘も出てきており、国民生活センターも注意を呼びかけている。

## 商品取引員への行政処分
商品取引員へ下された行政処分の状況は下記の通りである。※2005年5月の商品取引所法改正以降
2020年11月27日
- クリエイトジャパン株式会社
  - 業務改善命令[8]

2020年6月10日
- さくらインベスト
  - 法第236条第1項の規定に基づく許可の取消し
  - 法第232条第1項の規定に基づく業務改善命令

2010年10月28日
- 中部第一 （2010年12月27日商品取引受託業務廃止）
  - 商品取引受託業務の停止 (3ヶ月間) - 2010年10月30日から2011年1月29日まで
  - 業務改善命令
- フジフューチャーズ
  - 業務改善命令

2010年7月30日
- サンワード貿易
  - 商品取引受託業務の停止 (8営業日) - 2010年8月9日から2010年8月18日まで
  - 業務改善命令
- フジトミ
  - 商品取引受託業務の停止 (4営業日) - 2010年8月9日から2010年8月12日まで
  - 業務改善命令

2010年3月12日
- 第一商品
  - 商品取引受託業務の停止 (5営業日) - 2010年3月23日から2010年3月29日まで
  - 業務改善命令
- 中部第一 (旧トレックス)
  - 業務改善命令
- エイチ・エス・フューチャーズ (旧オリエント貿易)
  - 業務改善命令

2009年7月17日
- 米常商事
  - 商品取引受託業務の停止 (8営業日) - 2009年7月27日から2010年8月5日まで
  - 業務改善命令
- 光陽ファイナンシャルトレード
  - 商品取引受託業務の停止 (5営業日) - 2009年7月27日から2009年7月31日まで
  - 業務改善命令
- 協栄物産
  - 商品取引受託業務の停止 (5営業日) - 2009年7月27日から2009年7月31日まで
  - 業務改善命令
- カネツ商事
  - 商品取引受託業務の停止 (2営業日) - 2009年7月27日から2009年7月28日まで
  - 業務改善命令

2009年4月24日
- エース交易
  - 商品取引受託業務の停止 (9営業日) - 2009年5月7日から2009年5月19日まで
  - 業務改善命令
- ローズ・コモディティ
  - 商品取引受託業務の停止 (2営業日) - 2009年5月7日から2009年5月8日まで
  - 業務改善命令

2009年2月20日
- 岡地
  - 商品取引受託業務の停止 (12営業日) - 2009年3月2日から2009年3月17日まで
  - 業務改善命令
- オリオン交易
  - 商品取引受託業務の停止 (1営業日) - 2009年3月2日
  - 業務改善命令

2008年12月5日
- エイチ・エス・フューチャーズ (旧オリエント貿易)
  - 商品取引受託業務の停止 (43営業日) - 2008年12月15日から2009年2月19日まで
  - 業務改善命令
- 大起産業
  - 商品取引受託業務の停止 (14営業日) - 2008年12月15日から2009年1月7日まで
  - 業務改善命令

2008年9月19日
- 大平洋物産（2008年12月7日商品取引受託業務廃止）
  - 商品市場での自己取引の停止 (15営業日) - 2008年9月29日から2008年10月20日まで
  - 商品取引受託業務の停止 (28営業日) - 2008年9月29日から2008年11月7日まで
  - 業務改善命令
- 東陽レックス（2009年10月31日商品取引受託業務廃止）
  - 商品市場での自己取引の停止 (10営業日) - 2008年9月29日から2008年10月20日まで
  - 商品取引受託業務の停止 (27営業日) - 2008年9月29日から2008年11月6日まで
  - 業務改善命令
- トレックス
  - 商品取引受託業務の停止 (9営業日) - 2008年9月29日から2008年10月9日まで
  - 業務改善命令

2008年7月17日
- オムニコ（2010年5月20日商品取引受託業務廃止）
  - 商品取引受託業務の停止 (60営業日) - 2008年7月22日から2008年10月16日まで
  - 業務改善命令
- サンワード貿易
  - 商品取引受託業務の停止 (5営業日) - 2008年7月22日から2008年7月28日まで
  - 業務改善命令
- 三貴商事（2009年3月31日商品取引受託業務廃止）
  - 商品取引受託業務の停止 (2営業日) - 2008年7月22日から2008年7月23日まで
  - 業務改善命令

2008年3月28日
- ユニテックス（2008年4月21日商品取引受託業務廃止）
  - 商品取引受託業務の停止 (44営業日) - 2008年4月7日から2008年6月10日まで
  - 業務改善命令
- 日本交易（2009年11月7日商品取引受託業務廃止）
  - 業務改善命令

2008年2月29日
- アスカフューチャーズ（2008年5月7日商品取引受託業務廃止）
  - 商品取引受託業務の停止 (48営業日) - 2008年3月10日から2008年5月20日まで
  - 業務改善命令
- ジャイコム（2008年11月28日商品取引受託業務廃止）
  - 業務改善命令

2008年1月11日
- コムテックス
  - 商品市場での自己取引の停止 (15営業日) - 2008年1月21日から2008年2月8日まで
  - 商品取引受託業務の停止 (35営業日) - 2008年1月21日から2008年3月10日まで
  - 業務改善命令
- USSひまわり
  - 商品取引受託業務の停止 (20営業日) - 2008年1月21日から2008年2月18日まで
  - 業務改善命令
- カネツ商事
  - 業務改善命令

2007年10月26日
- オリオン交易（2010年8月23日　岡安商事に吸収分割）
  - 商品取引受託業務の停止 (20営業日) - 2007年11月5日から2007年12月3日まで
  - 業務改善命令
- 日本アクロス（2007年12月解散）
  - 商品取引受託業務の停止 (16営業日) - 2007年11月5日から2007年11月27日まで
  - 業務改善命令
- 北辰物産
  - 商品取引受託業務の停止 (5営業日) - 2007年11月5日から2007年11月9日まで
  - 業務改善命令
- 共和トラスト
  - 業務改善命令

2007年9月7日
- トリフォ（2007年9月7日破産）
  - 商品取引受託業務の停止 (65営業日) - 2007年9月18日から2007年12月20日まで
  - 業務改善命令
- オリエント貿易
  - 商品取引受託業務の停止 (34営業日) - 2007年9月18日から2007年11月6日まで
  - 業務改善命令
- ユニテックス
  - 商品取引受託業務の停止 (8営業日) - 2007年9月18日から2007年9月28日まで
  - 業務改善命令

2007年7月6日
- 小林洋行
  - 商品取引受託業務の停止 (43営業日) - 2007年7月17日から2007年9月13日まで
  - 業務改善命令

2007年3月9日
- オムニコ
  - 商品取引受託業務の停止 (16営業日) - 2007年3月19日から2007年4月10日まで
  - 業務改善命令
- 第一商品
  - 商品市場での自己取引の停止 (10営業日) - 2007年3月19日から2007年4月2日まで
  - 商品取引受託業務の停止 (20営業日) - 2007年3月19日から2007年4月16日まで
  - 業務改善命令

2006年8月11日
- クレボ
  - 商品取引受託業務の停止 (15営業日) - 2006年8月16日から2006年9月5日まで
  - 業務改善命令
- 岡地
  - 商品市場での自己取引の停止 (15営業日) - 2006年8月16日から2006年9月5日まで
  - 商品取引受託業務の停止 (5営業日) - 2006年8月16日から2006年8月22日まで
  - 業務改善命令

2005年12月16日
- 日本アイビック
  - 商品取引受託業務の停止 (5営業日) - 2005年12月21日から2005年12月28日まで
  - 業務改善命令

2005年8月5日
- ハーベスト・フューチャーズ
  - 商品取引受託業務の停止 (13営業日) - 2005年8月15日から2005年8月31日まで
  - 業務改善命令

2005年6月21日
- グローバリー
  - 商品取引受託業務の停止 (60営業日) - 2005年6月24日から2005年9月16日まで
  - 業務改善命令

2005年5月31日
- コーワフューチャーズ
  - 商品取引受託業務の停止 (44営業日) - 2005年6月7日から2005年8月8日まで
  - 業務改善命令
- 西友商事
  - 商品市場での自己取引の停止 (15営業日) - 2005年6月7日から2005年6月27日まで
  - 商品取引受託業務の停止 (72営業日) - 2005年6月7日から2005年9月15日まで
  - 業務改善命令

2005年4月27日
- グローバリー
  - 商品市場での自己取引の停止 - 2005年5月10日から2005年5月30日まで
  - 商品取引受託業務の停止 - 2005年5月10日から2005年6月23日まで
  - 業務改善命令